# ФК Новаци 2005
ФК „Новаци 2005“ (на македонски: ФК Новаци 2005) е северномакедонски футболен клуб от село Новаци.